# Refahiye (district)
Refahiye is een Turks district in de provincie Erzincan en telt 9.742 inwoners (2007). Het district heeft een oppervlakte van 1682,0 km². Hoofdplaats is Refahiye.
De bevolkingsontwikkeling van het district is weergegeven in onderstaande tabel.
| 1997   | 2000   | 2007  |
| ------ | ------ | ----- |
| 15.072 | 15.987 | 9.742 |